# 多倫多 (伊利諾伊州)
多倫多（英語：Toronto）是位於美國伊利諾伊州桑加蒙縣的一個非建制地區。該地的面積和人口皆未知。

## 地理
多倫多的座標為39°42′50″N 89°37′47″W / 39.71389°N 89.62972°W，而該地的平均海拔高度為180米（即591英尺）。